# Biserka Višnjić
Biserka Višnjić Rožić (Trogir, 10 de octubre de 1953) es una exjugadora de balonmano croata que defendió los colores de la selección femenina de Yugoslavia, con la que consiguió la medalla de oro en los Juegos Olímpicos de Los Ángeles 1984 y la de plata en Moscú 1980, además de proclamarse campeona del mundo en 1973. 

## Trayectoria
Višnjić se formó en el RK Ekonomist de su ciudad natal antes de fichar, en 1971, por el RK Trešnjevka de Zagreb. Con el conjunto capitalino ganó la primera edición de la Copa IHF (1982), trofeo precursor de la actual Copa EHF. 
Tras los Juegos Olímpicos de 1984, aceptó la oferta del club japonés Omron Kumamoto, donde militó dos temporadas.
De regreso a Croacia retomó la competición con Trešnjevka y, en 1989, se marchó a Italia para jugar en el Tiger Palermo, con el que fue subcampeona de liga y disputó competiciones europeas.
Colgó las zapatillas en 1993 en el INA Sisak, después de cumplir los 40 años de edad.
Durante más de dos décadas se caracterizó por su potencia goleadora y capacidad para liderar los ataques de sus equipos. Su mayor éxito a nivel de club fue la Copa IHF de 1982 con Trešnjevka, además de un título de liga en Japón con Omron y un subcampeonato italiano con Tiger Palermo.

### Trayectoria de clubes
- 19??–1971:  Ekonomist Trogir
- 1971–1984:  RK Trešnjevka Zagreb
- 1984–1986:  Omron Kumamoto
- 1986–1989:  RK Trešnjevka Zagreb
- 1989–1990:  Tiger Palermo
- 1990–1993:  INA Sisak

### Selección
Disputó al menos cincuenta partidos internacionales con Yugoslavia, con los que sumó una trayectoria repleta de éxitos: campeona del mundo en 1973, bronce en 1982, oro mediterráneo en 1979 y doble medallista olímpica (plata en 1980, oro en 1984). En Moscú 1980 fue además la máxima goleadora del torneo, con 33 tantos.

## Premios y títulos

### Con la selección
- 1 x Medalla de oro en los Juegos Olímpicos (1984).[5]
- 1 x Medalla de plata en los Juegos Olímpicos (1980).[5]
- 1 x Medalla de oro en el Campeonato del Mundo (1973).[1]
- 1 x Medalla de bronce en el Campeonato del Mundo (1982).[1]
- 1 x Medalla de oro en los Juegos Mediterráneos (1979).[1]

### Con sus clubes
- 1 x Copa IHF (1982, RK Trešnjevka Zagreb).[2]